# Liste der Kulturdenkmäler in Gaudernbach
Die folgende Liste enthält die in der Denkmaltopographie ausgewiesenen Kulturdenkmäler auf dem Gebiet des Ortsteils Gaudernbach der  Stadt Weilburg, Landkreis Limburg-Weilburg, Hessen.
Hinweis: Die Reihenfolge der Denkmäler in dieser Liste orientiert sich an der Anschrift, alternativ ist sie auch nach der Bezeichnung, der vom Landesamt für Denkmalpflege vergebenen Nummer oder der Bauzeit sortierbar.
Kulturdenkmäler werden fortlaufend im Denkmalverzeichnis des Landes Hessen durch das Landesamt für Denkmalpflege Hessen auf Basis des Hessischen Denkmalschutzgesetzes (HDSchG) geführt. Die Schutzwürdigkeit eines Kulturdenkmals hängt nicht von der Eintragung in das Denkmalverzeichnis des Landes Hessen oder der Veröffentlichung in der Denkmaltopographie ab.

| Bild            | Bezeichnung          | Lage                                           | Beschreibung | Bauzeit       | Objekt-Nr. |
| --------------- | -------------------- | ---------------------------------------------- | ------------ | ------------- | ---------- |
| weitere Bilder  |                      | Brückenstraße 26 LageFlur: 13, Flurstück: 46/2 |              | 1627          | 52484 DDB  |
| weitere Bilder  |                      | Brückenstraße 32 LageFlur: 13, Flurstück: 49   |              | 1725 bis 1775 | 52485 DDB  |
| Bild gesucht BW | Alte Rathausschule   | Brückenstraße 44 LageFlur: 14, Flurstück: 22/2 |              | 1821          | 52486 DDB  |
| weitere Bilder  |                      | Kapellenweg 6 LageFlur: 13, Flurstück: 59      |              | 1625 bis 1675 | 52487 DDB  |
| weitere Bilder  | Evangelische Kapelle | Kapellenweg 7 LageFlur: 13, Flurstück: 64      |              |               | 52488 DDB  |